# Allan Folsom
Allan Folsom (Boston, 9 december 1941 – Santa Barbara, 16 mei 2014) was een Amerikaanse auteur. Voordat hij zich volledig toelegde op het schrijven van thriller romans was hij werkzaam in de Californische filmindustrie, onder andere als cameraman, redacteur, editor, scriptschrijver en producent.
Hij overleed in mei 2014 aan huidkanker en werd 72 jaar oud.

### Zelfstandige romans
- De dag na morgen (The day after tomorrow), 1994
- Dag van bekentenis (Day of confession), 1996

### John Barron/Nicholas Marten-reeks
- Dag van vergelding (The exile), 2004
- Dag van de samenzwering (The Machiavelli Covenant), 2006
- Dag van ontmaskering (The Hadrian Memorandum), 2009